# 王祖道
王祖道(？—1108年)，字若愚。福建福州人。治平年间进士。
宋徽宗时期(1101～1125年)，任秘书少监，加直龙图阁，知桂州。官至刑部尚书。